# Gălăbovo
Gălăbovo (in bulgaro Гълъбово?) è un comune bulgaro situato nella regione di Stara Zagora di 15 207 abitanti (dati 2009). La sede comunale è nella località omonima.

## Località
Il comune è formato dall'insieme delle seguenti località:
- Gălăbovo (Гълъбово) (sede comunale)
- Aprilovo (Априлово)
- Glavan (Главан)
- Iskrica (Искрица)
- Mădrec (Мъдрец)
- Mednikarovo (Медникарово)
- Musačevo (Мусачево)
- Obručište (Обручище)
- Pomoštnik (Помощник)
- Razdelna (Пазделна)
- Velikovo (Великово)